# 汉斯-于尔根·黑恩
汉斯-于尔根·黑恩（德語：Hans-Jürgen Hehn，1944年10月1日—），德国男子击剑运动员。他曾代表西德参加1972年和1976年夏季奥林匹克运动会击剑比赛，其中1976年奥运会获得二枚银牌。